# Martin Fuchs
Martin Fuchs est un cavalier suisse de saut d'obstacles, né le 13 juillet 1992. 
Il occupe en janvier 2020 la 1re place de la FEI Longines Ranking List.

## Biographie

### Vie privée
Martin Fuchs est le fils des anciens cavaliers de saut d'obstacles Renata et Thomas Fuchs. Son oncle Markus Fuchs est également un ancien cavalier de CSO et Martin a un grand frère. Il monte à cheval dans l'écurie familiale située à Wängi, dans le canton de Zurich.

### Palmarès
Ses principaux résultats en compétition :
- 2010 :
  - Vainqueur par équipe aux Jeux olympiques de la jeunesse de Singapour
  - 9e en individuel aux Jeux olympiques de la jeunesse de Singapour
- 2014 :
  - Champion Suisse élite avec Clooney 51
  - Vainqueur du Grand Prix du CSI5* de Paris avec PSG Future
  - Vainqueur du Grand Prix du CSI5*-W d'Helsinki (Finlande) avec PSG Future

Le 6 mars 2018, il est le plus jeune cavalier à entrer dans le top 10